# Procambridgea hunti
Espèce
Procambridgea hunti est une espèce d'araignées aranéomorphes de la famille des Stiphidiidae.

## Distribution
Cette espèce est endémique de Nouvelle-Galles du Sud en Australie. Elle se rencontre dans le parc national de Barrington Tops.

## Description
La carapace du mâle holotype mesure 2,8 mm de long et son abdomen 2,6 mm de long. La carapace de la femelle paratype mesure 2,4 mm de long et son abdomen 2,5 mm de long.

## Étymologie
Cette espèce est nommée en l'honneur de Glenn S. Hunt.

## Publication originale
- Davies & Lambkin, 2001 : A revision of Procambridgea Forster & Wilton, (Araneae: Amaurobioidea: Stiphidiidae). Memoirs of the Queensland Museum, vol. 46, p. 443-459 (texte intégral).